# 象滚塘乡
象滚塘乡是云南省德宏傣族景颇族自治州芒市（时称潞西市）曾经下辖的一个乡，驻地在象滚塘村公所象滚塘村，汉族是乡内主要民族:1091。象滚塘乡已于2005年撤销。

## 历史
1973年，城关公社的3个大队（象滚塘、云茂、河心场）分出成立象滚塘公社。1984年初潞西县废人民公社体制，开始设区建乡体制改革，成立象滚塘区。1987年10月，潞西县施行区乡体制改革，象滚塘区改为象滚塘乡。:30-312005年11月，象滚塘乡撤销，辖区并入芒市镇:2554。

## 地理
象滚塘乡位于芒市（时称潞西市）的东北部，属浅割中山区和中切割中山区，最高点水丝绵坡2,377米，建有德宏州电视差转台，最低海拔975米，地区性山地垂直气候明显。水资源丰富，河流落差大，降雨量较芒市坝多800毫米。全乡面积112平方千米，共有耕地6,952亩，其中水田3,796亩，森林覆盖率75.7%。:37

## 行政区划
象滚塘乡下辖以下地区：
象滚塘村、云茂村和河心场村。:465-467